# Jižní Papua
Jižní Papua (Papua Selatan) je jedna z provincií Indonésie. Nachází se na ostrově Nová Guinea, sousedí s provinciemi Střední Papua a Horská Papua na severu a s nezávislým státem Papua Nová Guinea na východě, její jižní a západní pobřeží omývá Arafurské moře. Patří k ní také ostrov Yos Sudarso. Provincie má rozlohu 129 715 km². 
Jižní Papua je s 540 000 obyvateli nejméně lidnatou indonéskou provincií. Hlavním městem je Salor v oblasti Merauke. Převládajícími etniky jsou Asmatové, Korowajové a Marindové, v důsledku přesidlovacího programu přibývá Javánců. Obyvatelé se hlásí z 49 % k římskokatolické církvi, ze 27 % k islámu a ze 23 % k protestantství. 
Oblast patřila k tradičnímu kulturnímu okruhu Anim Ha. Koncem devatenáctého století se stala součástí Nizozemské východní Indie a v roce 1902 byla u řeky Maro zřízena vojenská základna. Tanahmerah sloužil jako trestanecká kolonie pro odpůrce koloniální správy. Roku 1962 byla oblast připojena k Indonésii a byla regentstvím v rámci provincie Irian Barat. Při rozdělení provincie Papua se 11. listopadu 2022 stala Jižní Papua novou provincií s rozšířenou mírou autonomie. Dělí se na čtyři kabupateny: Merauke, Bovet Digoel, Mappi a Asmat. Prvním guvernérem se stal Apolo Safanpo.
Převládá zde nížina, která na severu přechází do Novoguinejské vysočiny. Většinu území pokrývá tropický deštný les, v povodí řeky Fly se nacházejí savany. Typickými rostlinami jsou ságovník a orličín. Ve velkém se zavádí pěstování rýže, pro kterou má Jižní Papua vhodné klimatické podmínky i dostatek volné půdy, takže by se podle vládních plánů měla stát jejím hlavním indonéským producentem. Vysazuje se také palma olejná, chlebovník obecný a smldinec křídlatý. Na mořském pobřeží má značný hospodářský význam lov ryb, především smuhovitých. 
Žije zde klokan hbitý, kasuár přilbový a rajka velká. V roce 1990 byl vyhlášen národní park Wasur, díky svému bohatství biodiverzity nazývaný „papuánské Serengeti“.
Domorodci se věnují převážně lovu a sběračství. Ke kultuře místních obyvatel patří vyřezávané sloupy nazývané bisj a čluny perahu lesung. Marindové byli proslulými lovci lebek.